# Michel De Wolf
Michel Jean De Wolf, född 19 januari 1958, är en belgisk fotbollstränare och före detta professionell fotbollsspelare. Han spelade främst som vänsterback för fotbollsklubbarna Molenbeek, Gent, Kortrijk, Anderlecht och Marseille mellan 1977 och 1995. De Wolf spelade också 42 landslagsmatcher för det belgiska fotbollslandslaget mellan 1980 och 1994.
Efter den aktiva spelarkarriären har han bland annat varit tränare för Gabons herrlandslag.

## Titlar
| Gent - Belgiska cupen (1) | Anderlecht - Ligamästerskap (3) - Belgiska cupen (1) |